# Шахта (фильм)
Шахта (тур. Maden) — турецкий фильм режиссёра Явуза Ёзкана с элементами политической драмы, боевика и фильма-катастрофы.

## Сюжет
Фильм рассказывает историю революционера в карьере и его историю с рабочими. Ильяс - революционер, который пытается сказать всем рабочим, что они больше не хотят работать с плохими условиями, которые они имеют в шахте. Это усилие дает результаты и спасает Нуреттина и его друзей и профсоюз от влияния. Рабочие, которые были в то время под обломками, оказали на это большое влияние. Чтобы облегчить волнения рабочих, владелец шахты хочет превратить в парк развлечений. Ильяс и Нуреттин организуют петицию, чтобы преодолеть эту негативную ситуацию и улучшить условия труда. Во время этих действий приспешники босса убили его. После этого солидарность между рабочими возросла, и они начали забастовку сначала с замедлением работы, а затем с гибелью Ильяса.

## В ролях
- Джунейт Аркын 一 работник шахты Ильяс
- Тарык Акан 一 работник шахты Нуреттин, коллега Ильяса
- Хале Сойгахзи 一 Халкачи Кадын
- Мерал Орхонсай 一 жена Нуреттина
- Халил Ергюн 一 Ёмер
- Баки Тамер 一 президент профсоюза
- Нурхан Нур 一 Айзе
- Ахмет Тургутлу 一 Кумпанья Сахиби
- Айдын Хабердар 一 член профсоюза